# Anzême
Anzême är en kommun i departementet Creuse i regionen Nouvelle-Aquitaine i de centrala delarna av Frankrike. Kommunen ligger i kantonen Saint-Vaury som tillhör arrondissementet Guéret. År 2022 hade Anzême 549 invånare.

## Befolkningsutveckling
Antalet invånare i kommunen Anzême
Referens:INSEE